# Ratufa
A Rafufa vagy magyarul királymókus a mókusfélék (Sciuridae) családján belül a királymókusformák alcsaládjának egyetlen neme, melyhez négy faj tartozik.

## Előfordulásuk
A Rafufa nem fajai Dél- és Délkelet-Ázsiában fordulnak elő.

## Fajok
A Ratufa nemnek 4 ma élő faja van:
- szundai királymókus (Ratufa affinis) Raffles, 1821
- kétszínű királymókus (Ratufa bicolor) Sparrman, 1778
- indiai királymókus (Ratufa indica) Erxleben, 1777 - típusfaj
- hosszúfarkú királymókus (Ratufa macroura) Pennant, 1769